# A legjobb dolgokon bőgni kell
A legjobb dolgokon bőgni kell 2021-ben bemutatott magyar filmdráma. 

## Rövid történet
Napjaink Magyarországán a 30-as évei elején járó szeleburdi Majának egy nap alatt pár hétköznapi esemény hatására gyökeresen megváltozik az élete.

## Cselekmény
Főhősünkkel egy mozgalmas délután közepén találkozunk. Maja felnőtt létének kissé megkésett első lépéseit vitelezi ki éppen: orvos végzettségű párjával, Bencével, közös lakásba költöznek, amire közösen hitelt vesznek fel, és sok év szabadúszás után egy interjún vesz részt egy fix munkahely reményében. Mégis idegenül viselkedik a kulisszák között: az állást maga sem tudja, hogy akarja-e, a hitelszerződés ügyintézésekor otthon felejti az iratait, a lakásfelújítás teendői közepette egy számára mulatságosan festő hegesztőmaszk köti le a figyelmét, édesanyjának pedig szemrehányóan rója föl, hogy a váratlanul felbukkanó volt osztálytársának, Sárának, Bencével való kapcsolatát már mint jegyességet tálalta.
A délután során egyszer csak kiderül, hogy a felfordulásban Maja nem realizálta, hogy amíg a festés tart, nem aludhat az új lakásban. Miután kiderül, hogy édesanyánál sem aludhat, nem marad hely, ahol az éjszakát tölthetné. Ekkor kerül képbe Maja édesanyja révén Irma néni, egy rég nem látott idős távoli rokon, mint potenciális szállásadó. Amikor Maja megérkezik a nénihez, az üres lakásban viszont csak az úrihölgy friss holttestét találja. A helyzet rendezésére Maja segítségére siet Bence és édesanyja is, de a szükséges teendők elintézése után Maja ismét egyedül marad a holttesttel a halottszállítókra várva.
Ekkor lép a színre Sára Maja kamaszkori barátnője. Sára látszólag mindenben Maja sikeresebb kiadása: befutott színésznő, anya, és boldog kapcsolatban él férjével. Az este során mégis világossá válik, hogy a mindennapi teendők Sárát éppúgy fárasztják mint Maját, éppen ugyanúgy nem számíthat férjétől bizonyos tekintetben megértésre mint Maja Bencétől, éppúgy önértékelési problémákkal küzd mint Maja, ugyanúgy gyerekesen örül egy szelet pizzának, és ugyanolyan kétségbeesett nosztalgiával gondol vissza a kamaszkori közös emlékeikre.
Az éjszaka során Maja számára nem csak Sára, hanem önmaga is tartogat meglepetéseket: Míg a történet eddigi részében egyszer sem cselekszik önállóan, mindig mások utasítását követi, vagy mások gondoskodására szorul, addig éjszaka probléma nélkül menedzseli olyan feladatok megoldását, mint a Sára férje által áthozott bölcsis korú kislány elaltatása, vagy a halottszállítókkal való intézkedés. Szintén Maja a kezdeményezője annak a félszeg flörtnek, amit a rövid időre felbukkanó lakatos sráccal folytat.
Amire eljön a reggel, az éjszaka összes szereplője eltűnik. Sára visszazuhan a kisgyerekes anyák hétköznapjaiba, Irma nénit elviszik, és a szerelő srác is bocsánatkérően, bemutatkozás nélkül távozik Bence megjelenésére, a kertvárosba betévedt farkas is továbbáll. Az történtek mégis teljesen más megvilágításba helyezik Maja számára az új napot, aminek semmiben nem kellett volna különböznie bármelyik előzőtől. Amikor Bence kifakad, hogy Maja miért nézte meg nélküle az éjjel készül terhességi teszt eredményét,  akkor válik számára világossá, hogy ők ketten mennyire különböző nézőpontból nézik eddigi közös életük eseményeit: míg Bence kétségbeesést érez a negatív teszt láttán, Maja megkönnyebbülést.
Amikor Bence átadná a frissen másolt lakáskulcsot, Maja már nem fogadja el, hazafut anyjához, és közli vele, hogy mi történt; továbbá hogy bár nem tudja, hol parkolta le édesanyja autóját, és a hitelt is vissza kell valahogy fizetnie, de azért most már minden rendben lesz.

## Szereplők

### Főszereplők
- Maja, fiatal felnőtt: Rainer-Micsinyei Nóra
- Sára, Maja gimis barátnője: Huzella Júlia
- Maja édesanyja: Hernádi Judit
- Bence, Maja párja: Bányai Kelemen Barna

### Mellékszereplők
- Marci, zárszerelő: Patkós Márton
- Irma néni, Maja távoli rokona: Lőrinc Katalin
- Halottszállító: Thuróczy Szabolcs
- Igazgató: Takács Katalin
- Idős művész: Dióssi Gábor

## Nézettség, bevétel
A nézettségi adatok szerint 5135 jegyet adtak el rá, és ezzel az eredménnyel mintegy 7 567 966 Ft bevételt termelt a jegypénztáraknál.

## Díjak
- Boszporusz Filmfesztivál 2021, nemzetközi kategória
  - Legjobb színésznő: Rainer-Micsinyei Nóra[4]
- Szarajevó Filmfesztivál 2021, játékfilm kategória
  - A hivatalos program része[5]